# Урбе
Урбе (італ. Urbe, ліг. L'Orba) — муніципалітет в Італії, у регіоні Лігурія, провінція Савона.
Урбе розташоване на відстані близько 430 км на північний захід від Рима, 29 км на захід від Генуї, 23 км на північ від Савони.
Населення — 727 осіб (2014).
Щорічний фестиваль відбувається 25 липня. Покровитель — San Giacomo Maggiore.

## Демографія
Населення за роками:

Станом на 1 січня 2023 року в муніципалітеті офіційно проживало 19 іноземців з 11 країн, серед них 7 громадян країн Євросоюзу.

## Сусідні муніципалітети
- Генуя
- Понцоне
- Сасселло
- Тільєто